# District de Lingdong
Le district de Lingdong (岭东区 ; pinyin : Lǐngdōng Qū) est une subdivision administrative de la province du Heilongjiang en Chine. Il est placé sous la juridiction de la ville-préfecture de Shuangyashan.